# Aleph (宗教团体)
Aleph，又译阿雷夫，是一个成立于2000年2月4日的日本宗教团体，一般认为是「奥姆真理教」事实上的后继组织。因为该团体成员和前奥姆真理教成员有很大重合，受到日本针对奥姆真理教的《团体规制法》限制。日本警方一直在监控该团体，Aleph也一直未取得宗教法人资格。该团体成立后，因为内部不和，曾发生过两次分裂，有两个新团体自Aleph分出，分别是“光之轮”和“山田集团”。根据2018年的估计，这三个团体在日本境内的成员总共有1650人左右，另在俄罗斯境内有450名左右的成员。因Aleph前身团体奥姆真理教曾犯下重罪，该团体的活动也受到周边居民的频繁抗议。
该团体曾使用名称“ arefu”、“ aarefu”，与现名“Aleph”都源自希伯来语的第一个字母“א”。Aleph组织自身的说法是，选用这个字母作为新团体名称是为了表示重新开始的意思。不过，日本警视厅的资料显示，这一名称在奥姆真理教前教主麻原彰晃被捕前就已经决定好了。

## 建立
1996年，奥姆真理教宣告破产。1999年时，奥姆真理教的残党经过商讨，发表了一份《奥姆真理教休眠宣言》，宣布奥姆真理教停止所有对外活动，但这一份宣言的目的被认为是为了逃避《團體規制法》的规制。1999年12月，日本政府通过了针对奥姆真理教的《團體規制法》，对奥姆真理教的未来活动进行了限制。
在村岡達子和1999年出狱的前奥姆真理教信徒上祐史浩等人的活动下，2000年2月4日，一个名为Aleph的新团体成立。因为该团体成员和前奥姆真理教成员有很大重合，受到《团体规制法》规制，不仅需要接受日本警方的定期检查，还需要定期向日本警方提交成员名单。日本警方从2000年开始，就一直根据《团体规制法》对该组织持续监控。

## 分裂
Aleph成立后，虽然该组织名义上已经与麻原彰晃无关，但麻原彰晃对该组织来说仍然是重要人物。2002年开始，Aleph组织内反麻原派的领导人物的上祐史浩成为Aleph领导者。2007年，因为教团内部针对前奥姆真理教教主麻原彰晃地位意见发生分裂，上祐史浩带领大约60人离开Aleph离开教团，另行成立了一个名为“光之轮”的组织。2014-2015年左右，Aleph再度分裂，从Aleph的金泽分部分裂出了一个以山田美沙子为中心的团体，规模在30人左右。这一团体正式名称不明，“山田集团”是警方为了调查方便而起的临时名称。
分裂出的“光之轮”和“山田集团”仍受《团体规制法》限制，活动被日本警方持续监控。

## 后续发展与现状

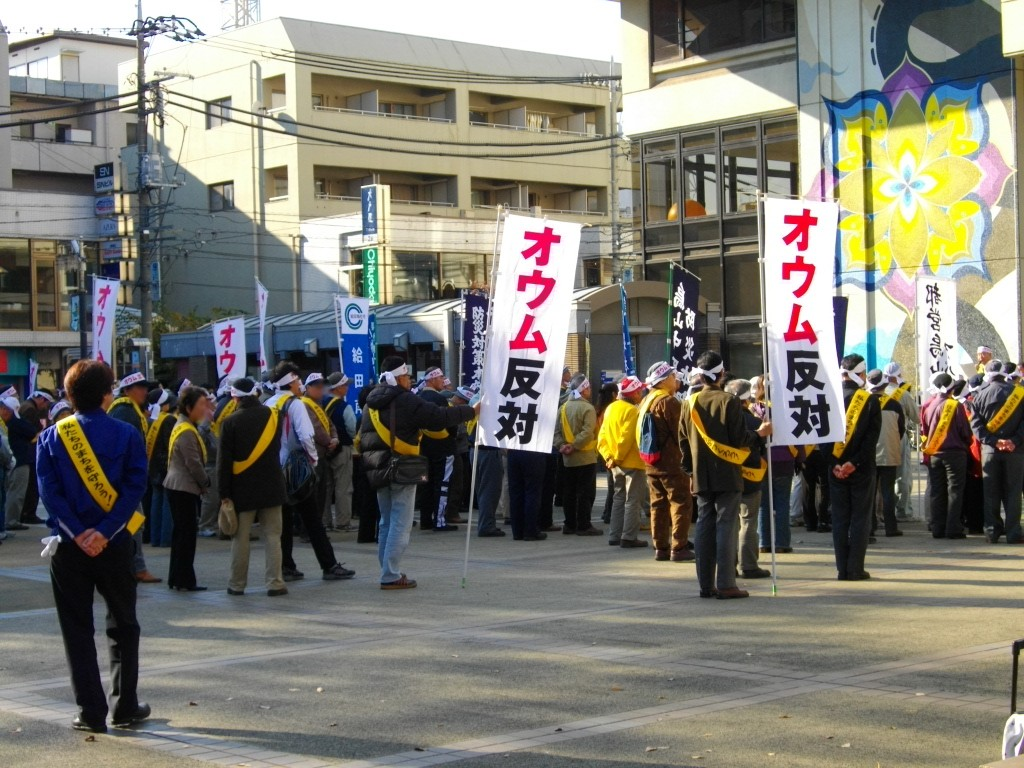
2009年针对奥姆真理教的一场抗议活动

2018年，在麻原彰晃等奥姆真理教相关死囚伏法前后，日本警方加大了对Aleph的监视和搜查力度，以免该组织成员进行报复。另外，政府方面担心Aleph等团体会争抢麻原彰晃等人的遗骨，以作为圣物显示自身的正统性。奥姆真理教死刑犯中，一人的遗骨已被Aleph领走。
因为奥姆真理教曾犯下东京地铁沙林毒气事件等恐攻重罪，Aleph附近的居民一直对Aleph保持警戒态度，常有针对Aleph的抗议活动举行。
近年来，Aleph仍然在进行秘密的传教活动。他们先是隐匿自己的教团名，在一些瑜伽教室进行传教，宣称东京地铁沙林毒气事件等事件是阴谋，等被传教者不再反感他们的时候，再公布教团的名称，进一步进行拉拢。近年来大约有100名左右的年轻人相信了这些组织的说法，加入了Aleph。
根据日本警方的统计，虽然2015年奥姆真理教受害者的赔偿金还有19亿日元未支付，Aleph和分裂出来的光之轮这两个组织手中仍然各持有数亿日元的资产，而且资产规模呈增加趋势。
2020年11月19日，日本最高法院判决，继承奥姆真理教的团体阿雷夫，必须对奥姆真理教犯案造成的一系列事件的受害团体赔偿10亿2500万日圆定谳。